# Црква Свете Тројице у Плавни
Црква Успења Пресвете Богородице у Плавни, насељеном месту на територији општине Неготин, припада Епархији тимочкој Српске православне цркве.

## Изградња
Црква Свете Тројице у Плавни зидана је у периоду од 1871. до 1875. године и освештана је 1876. Пројектовао ју је 1867. године Михаило Валтровић, један од најистактунијих заговорника обнове старе српске архитектуре. Највише заслуга за њено подизање имао је штубички свештеник  Рајко Илић, а сазидана је прилозима мештана по предлогу ондашњег председника општине Радула Јовановића.

## Архитектура
Црква Свете Тројице у Плавни по својој архитектонској конструкцији припада сакралној истористичкој архитектури која се развијала у Кнежевини Србији до 1882. године. Црква је једнобродна са полукружном конхом апсиде на источној страни, звоником на преслицу и тремовима на западној и јужној страни. Двоводни кровови покривени су црепом. Двокрилна врата и лунете оба портала направљени су од истог дрвета са касетираним пољима. Унутрашњи простор је подељен пиластрима и појасним луком на два травеја. Сводови цркве су окречени светло плавом бојом, а остали зидови белом. Фасаде су окречене у бело са светло–плавим бордурама.

## Иконостас
Иконостасна преграда Цркве Свете Тројице у Плавни, коју је осликао 1872. године Аца Радак, архитектонски припада неокласицизму, са богатим позлаћеним декоративним елементима. Иконостас је по вертикали подељен полустубовима, док је по хоризонтали подељен у две зоне. Истиче се кордонски венац који дели те две зоне. У доњој зони на две парапетне плоче приказане су сцене са старозаветним темама, северно Јона и кит, а јужно Обраћање Авраму. Средину доње зоне заузимају царске двери. У овалним оквирима насликани су Богородица на десном, а архангел Гаврило на левом крилу. Изнад царских двери је по устаљеном обрасцу Тајна вечера. Икона Светог Николе је на северном, а Светог Јована Крститеља на јужном зиду до иконостаса. Поред царских двери у доњој зони је Свети архангел Михаило, а јужне двери су са архиђаконом Стефаном. Изнад северних двери је Сретење Господње, изнад јужних Усековање главе Светог Јована Крститеља, у средишњем делу друге зоне Силазак Светог духа на апостоле, а иконостас се завршава великим крстом са медаљонима са стране на којима су приказани Богородица и Свети Јован Богослов. Црква има архијерејски и владарски трон уз јужни зид наоса, који заједно са иконостасом чине јединствену целину. На архијерејском трону је икона Светог Саве, а на владарском стојећа представа првог српског краља Светог Стефана Првовенчаног.

## Ризница
Од богослужбених предмета у цркви се налази дарохранилица са крстом на коме је представа распећа и за коју се претпоставља да је дело истог сликара.